# Acheilognathus somjinensis
Acheilognathus somjinensis är en fiskart som beskrevs av Kim och Kim, 1991. Acheilognathus somjinensis ingår i släktet Acheilognathus och familjen karpfiskar. Inga underarter finns listade i Catalogue of Life.